# Get Rich or Die Tryin'
Get Rich or Die Tryin' é o segundo álbum do rapper 50 Cent lançado em parceria com a gravadora Interscope. O seu lançamento estava previsto para 11 de fevereiro de 2003, mas acabou sendo lançado uma semana antes, em 4 de fevereiro. Foi produzido em parceria de Eminem e Dr Dre, contém canções como In da Club, 21 Questions, P.I.M.P. e If I Can't. O álbum vendeu 18 milhões de cópias. Este álbum está na lista dos 200 álbuns definitivos no Rock and Roll Hall of Fame
Lançado com uma semana de antecedência para combater o contrabando e o vazamento da Internet, Get Rich or Die Tryin' estreou e alcançou a posição número um na Billboard 200, vendendo mais de 872.000 cópias em sua primeira semana de vendas. Os singles do álbum também tiveram sucesso mundial, com "In da Club" e "21 Questions" alcançando o primeiro lugar na Billboard Hot 100, enquanto "P.I.M.P." tornou-se um hit número um em vários países. O álbum foi classificado em primeiro lugar na Billboard de final de ano de 2003 e recebeu aclamação geral dos críticos musicais.
Get Rich or Die Tryin' foi classificado por diversas publicações como um dos melhores álbuns dos anos 2000. Em 2020, foi certificado 9× Platina pela Recording Industry Association of America (RIAA). Foi o álbum mais vendido de 2003 nos EUA e foi indicado para Melhor Álbum de Rap no 46º Grammy Awards. Ganhou Álbum de Rap/Hip-Hop Favorito no American Music Awards de 2003 e Álbum Top Billboard 200 no Billboard Music Awards de 2003. Em 2020, a Rolling Stone classificou o álbum em 280º lugar em sua lista atualizada dos 500 melhores álbuns de todos os tempos.

## Singles
O primeiro single do álbum, "In da Club", a faixa foi lançada para download digital em 7 de janeiro de 2003, foi certificado como platina pela Recording Industry Association of America (RIAA), tornando-se a primeira música de 50 Cent a chegar ao topo da Billboard Hot 100 por nove semanas e permaneceu nas paradas por vinte e duas semanas. A faixa também alcançou o primeiro lugar nas paradas Top 40 Tracks, Hot R&B/Hip-Hop Songs e Hot Rap. A canção alcançou o primeiro lugar na Dinamarca, Alemanha, Irlanda e Suíça e os cinco primeiros na Áustria, Bélgica, Finlândia, Grécia, Noruega, Suécia, Holanda e Reino Unido. Recebeu duas indicações ao Grammy de Melhor Performance Solo de Rap Masculino e Melhor Canção de Rap. Foi listado em 18º lugar na lista das "100 melhores músicas de hip-hop de todos os tempos" da VH1. Em 2023, o single conseguiu a certificação de diamante.
Seu segundo single, "21 Questions", que foi lançado para download digital em 29 de abril do mesmo ano, tornou-se o segundo líder das paradas de 50 Cent na Billboard Hot 100, onde permaneceu por quatro semanas não consecutivas. Ele passou sete semanas no topo das paradas da Billboard Hot R&B/Hip-Hop Songs. Fora dos Estados Unidos, "21 Questions" alcançou o sexto lugar no Reino Unido. Foi certificado platina 4 vezes pela RIAA. Na canção temos a participação do rapper Nate Dogg.
O terceiro single "P.I.M.P.", que foi lançado nas rádios urbanas contemporâneas em 12 de agosto de 2003, foi lançado com um remix com o rapper Snoop Dogg e o trio do grupo G-Unit. Foi o terceiro single que alcançou a posição número três na Billboard Hot 100 e número um na "Hot Rap Songs", tornando-se o terceiro single do álbum a atingir o pico entre os dez primeiros na parada "Hot 100". Também alcançou o número um no Canadá. Foi certificado platina 3 vezes pela RIAA.
O último single do álbum, "If I Can't", lançado no dia 16 de setembro do mesmo ano, alcançou a posição setenta e seis na Billboard Hot 100 e trinta e quatro nas paradas Hot R&B/Hip-Hop Songs. A faixa não recebeu certificações.

## Legado
Get Rich or Die Tryin' é muitas vezes creditado por restaurar o gangsta rap à proeminência em uma época em que as tendências predominantes favoreciam "rappers elegantes e chamativos" e colaborações de R&B para rádio. Denaun Porter afirma que o álbum "mudou a visão de todos sobre a música" e levou a uma onda de imitadores de estilos. A personalidade arrogante e impenitente de 50 Cent em Get Rich Or Die Tryin' o levou a ser descrito como "o anti-herói mais charmoso do rap desde 2Pac". 
Em uma retrospectiva de 2013, a Billboard afirma que o álbum "reescreveu o livro de regras do hip-hop". Neil Kulkarni do Crack (magazine) afirma que Get Rich or Die Tryin' combinou "texturas de estilo sulista com conteúdo lírico da Costa Leste" de uma forma que muitos artistas sucessivos se esforçariam para replicar, e argumenta que o sucesso do álbum abriu o caminho para futuros artistas do gangsta rap, incluindo Jeezy, Rick Ross e The Game. 50 Cent também foi creditado por inspirar rappers posteriores a escreverem mais abertamente sobre sua "turbulência pessoal". 
Sha Money XL credita o sucesso do álbum à memorabilidade da formação de 50 Cent:
Muitos rappers simplesmente lançam uma música. E você gosta da música ou não. 50 não apenas lançou músicas, mas também uma história com a qual as pessoas poderiam se identificar – não levando um tiro, mas o mundo estando contra ele e ele ainda sendo destemido e pronto para desafiar a todos. Ele deu ao mundo uma história de rua, mas ao mais alto nível, com a ajuda de Eminem e Dre.

## Lista de Faixas
| #   | Música                    | Produtor(es)                             | Participação especial(is) | Duração |
| --- | ------------------------- | ---------------------------------------- | ------------------------- | ------- |
| 1   | "Intro"                   |                                          |                           | 0:06    |
| 2   | "Whats Up Gangsta?"       | Rob "Reef" Tewlow                        |                           | 2:59    |
| 3   | "Patiently Waiting"       | Eminem                                   | Eminem                    | 4:48    |
| 4   | "Many Men (Wish Death)"   | Digga                                    |                           | 4:16    |
| 5   | "In da Club"              | Dr. Dre & Mike Elizondo                  |                           | 3:13    |
| 6   | "High All the Time"       | DJ Rad, Luis Resto, Eminem, Sha Money XL |                           | 4:29    |
| 7   | "Heat"                    | Dr. Dre                                  |                           | 4:14    |
| 8   | "If I Can't"              | Dr. Dre                                  |                           | 3:16    |
| 9   | "Blood Hound"             | Sean Blaze                               | Young Buck                | 4:00    |
| 10  | "Back Down"               | Dr. Dre & Mike Elizondo                  |                           | 4:03    |
| 11  | "P.I.M.P."                | Mr. Porter                               |                           | 4:09    |
| 12  | "Like My Style"           | Rockwilder                               | Tony Yayo                 | 3:13    |
| 13  | "Poor Lil Rich"           | Sha Money XL                             |                           | 3:19    |
| 14  | "21 Questions"            | Dirty Swift                              | Nate Dogg                 | 3:44    |
| 15  | "Don't Push Me"           | Eminem                                   | Lloyd Banks & Eminem      | 4:08    |
| 16  | "Gotta Make It to Heaven" | Megahertz                                |                           | 4:00    |
| 17* | "Wanksta"                 | John "J-Praize" Freeman                  |                           | 3:39    |
| 18* | "U Not Like Me"           | Red Spyda                                |                           | 4:15    |
| 19* | "Life's on the Line"      | Terrance Dudley                          |                           | 3:38    |

Samples
- "Many Men (Wish Death)"
  - "Out of the Picture" de Tavares
- "21 Questions"
  - "It's Only Love Doing Its Thing" de Barry White
- "Patiently Waiting"
  - "Gin and Juice" de Snoop Dogg feat. Daz Dillinger
- "If I Can't"
  - "Peter Piper" de Run-DMC
- "Poor Lil Rich"
  - "Your Life's on the Line" de 50 Cent

## Créditos
Credits para Get Rich or Die Tryin' adaptados de Allmusic.
| - 50 Cent – produtor executivo - Justin Bendo – engenheiro - Sean Blaze – produtor, engenheiro - Darrell Branch – produtor - Tommy Coster – teclados - Terence Dudley – produtor - Mike Elizondo – baixo, guitarra, teclados, produtor - Eminem – produtor executivo, mixagem - Dr Dre - produtor, mixagem - Ron Feemster – Fender Rhodes - John "J. Praize" Freeman - produtor - Marcus Heisser – A&R - Steven King – produtor, mixagem - Tracy McNew – A&R | - Megahertz – produtor - Red Spyda – produtor - Luis Resto – teclados - Ruben Rivera – teclados, engenheiro assistente - Rockwilder – produtor - Tom Rounds – engenheiro - Sha Money XL – produtor, engenheiro, produtor executivo - Tracie Spencer – vocals - Rob Tewlow – produtor - Patrick Viala – engenheiro - Sacha Waldman – fotografia - Ted Wohlsen – engenheiro - Carlisle Young – engenheiro, edição digital |

## Paradas musicais
| Pardas musicais (2003)                | Posição topo |
| ------------------------------------- | ------------ |
| Austrian Albums Chart                 | 1            |
| Australian Albums Chart               | 1            |
| Belgium Albums Chart                  | 3            |
| Canadian Albums Chart                 | 1            |
| Danish Albums Chart                   | 6            |
| Dutch Albums Chart                    | 5            |
| Finnish Albums Chart                  | 11           |
| French Albums Chart                   | 12           |
| German Albums Chart                   | 4            |
| Irish Albums Chart                    | 4            |
| Italian Albums Chart                  | 18           |
| New Zealand Albums Chart              | 3            |
| Norwegian Albums Chart                | 8            |
| Swedish Albums Chart                  | 1            |
| Swiss Albums Chart                    | 8            |
| UK Albums Chart                       | 2            |
| U.S. Billboard 200                    | 1            |
| U.S. Billboard Top R&B/Hip-Hop Albums | 1            |
| U.S. Billboard Top Rap Albums         | 1            |